# Martha Salotti
Martha Alcira Salotti (Buenos Aires,  10 de abril de 1899-Buenos Aires, 26 de octubre de 1980) fue una educadora y escritora argentina, considerada la discípula y heredera del proyecto pedagógico de Rosario Vera Peñaloza, y especialista en literatura infantil.

## Biografía
Salotti fue una Maestra Normal Nacional y profesora Superior de Ciencias Naturales que ejerció como maestra jardinera y luego como maestra de grado por veinticuatro años. Entre 1957 y 1964 estuvo a cargo de la dirección general del prestigioso Instituto Félix Bernasconi, ubicado en el barrio de Parque Patricios de la Ciudad de Buenos Aires, dotado con un afamado museo creado por Rosario Vera Peñaloza, el cual fue misión de Salotti la reestructuración y puesta en valor.
Continuó su labor educativa organizando cursos de perfeccionamiento docente en mayo de 1965. De su mano resurgió la narración oral en la Argentina cuando creó el Club de Narradores. Inculcó a docentes y alumnos la práctica de la lectura en voz alta y la narración oral como aporte para la enseñanza de la lengua.

## Pedagogía
Al año siguiente fundó en el barrio porteño de Caballito el Instituto SUMMA, junto a Dora Pastoriza de Etchebarne con una propuesta educativa innovadora desde el jardín de infantes que fue evolucionando a los tres niveles educativos y profesorados docentes. A partir de 1971 el Instituto comenzó a impartir el Profesorado de Castellano y Literatura con Especialización en Literatura Infantil-Juvenil, de características únicas en Latinoamérica, y que proseguía su filosofía educativa:

De mi boca a tu corazón y de tu corazón a tu cabeza.

Martha Salotti fue la alumna, "hija espiritual" y heredera de Rosario Vera Peñaloza, tras el fallecimiento de su maestra editó doce trabajos científicos de Vera Peñaloza. Por esta labor el Instituto Sanmartiniano le confirió el primer premio por el trabajo "Credo Patriótico" y una condecoración por "Vida del General San Martín" en una versión adaptada para niños.
Asimismo, se dedicó a la producción de cuentos infantiles, libros de lectura y textos pedagógicos sobre la enseñanza de la lengua. También fue presidenta fundadora de la Sección Argentina de la Organización Internacional para el Libro Juvenil -IBBY. Miembro de número de la Unión Cultural Americana.
Mantuvo una gran amistad con la poetisa chilena Gabriela Mistral, de la cual llegó a ser su apoderada en Buenos Aires.
Falleció el 26 de octubre de 1980 a los ochenta y un años.

## Obras
- El árbol que canta, texto de enseñanza primaria.[11]
- El patito coletón: cincuenta cuentos para jardín de infantes.[12]
- Un viaje a la luna.[13]
- La lengua viva.[14]
- Juguemos en el bosque.
- El jardín de infantes.[15]
- Reloj de sol.[16]
- Rosario Vera Peñaloza.
- Enseñanza de la lengua[17]
- Alas en libertad[18]
- "Fiesta" Libro de lectura para segundo grado, Kapelusz, 1957.[19]
- Guaquimina[20]

## Eponimia
Una calle del barrio porteño de Puerto Madero, lleva su nombre.
Su labor educativa está reconocida en todo el territorio argentino: dieciséis establecimientos educativos de la ciudad de Buenos Aires y del interior del país llevan su nombre y una importante cantidad de aulas y bibliotecas fueron bautizadas en su honor.

## Homenajes artísticos literarios
Poema "Ronda de los metales" de Gabriela Mistral, en el libro Ternura. 